# 阿列克西·涅伊日帕帕
阿列克西·列昂尼多维奇·涅伊日帕帕（羅馬化：Oleksii Leonidovych Neizhpapa；1975年10月9日—），烏克蘭海軍总司令，中将军衔。曾任烏克蘭武裝部隊海軍作戰訓練副司令兼海軍司令部作戰訓練部主任。
他在俄羅斯海軍黑海艦隊旗艦莫斯科號被擊沉兩日後，被晉升為中將。
2024年2月7日，俄羅斯方面將阿列克西·涅伊日帕帕列入恐怖分子名單中。